# Iuri Timoféievitx Jdànov
Iuri Timoféievitx Jdànov   (Moscou, 29 de setembre de 1925 - Moscou, 9 d'abril de 1986), rus: Ю́рий Тимофе́евич Жда́нов, va ser un actor, ballarí, coreògraf i artista rus. Es va formar a l'Escola de Ballet de Moscou, arribant a ser el principal solista del Teatre Bolxoi. Va interpretar el paper protagonista de molts ballets, també en el cinema, com ara, Romeo i Julieta o La font de Bakhtxissara, sovint acompanyat per la ballarina Galina Ulànova.